# 크네오룸아과
크네오룸아과(cneorum亞科, 학명: Cneoroideae 크네오로이데아이[*])는 운향과의 아과이다.

## 하위 분류
- Cneorum L.
- Dictyoloma A.Juss.
- Harrisonia R.Br. ex A.Juss.
- Ptaeroxylon Eckl. & Zeyh.
- Spathelia L.